# Annum ingressi
Annum ingressi (Ano Ingresso) é uma encíclica promulgada por Papa Leão XIII, datada de 18 de Março de 1902, endereçada aos bispos de todo o mundo pondo em revista os 25 anos do seu pontificado e onde também pede resistência à maçonaria.